# Серафін Марія де Сотто
Серафін Марія де Сото-і-аб Ак Ленгтон Касав'єлла, 3-й граф Клонард, 5-й маркіз ла Гранада (ісп. Serafín María de Sotto y ab Ach Langton Casaviella; 12 жовтня 1793 — 23 лютого 1862) — іспанський письменник, державний і політичний діяч, де-юре голова Ради міністрів Іспанії у жовтні 1849 року.

## Літературні праці
- Memoria para la Historia de las tropas de la Casa Real de España (1824)
- Memoria histórica de las academias militares de España (1847)
- Historia orgánica de las armas de Infantería y Caballería españolas (1851—1859)
- Álbum de la Infantería española (1861)
- Álbum de la Caballería española (1861)